# 5. Armee (Deutsches Heer)
La 5. Armee / Armeeoberkommando 5 (A.O.K. 5), fu una grande unità dell'esercito imperiale tedesco impegnata durante la prima guerra mondiale sul fronte occidentale, dove fu subito impiegata sulla Marna e successivamente nella sanguinosa battaglia di Verdun.

## Storia
Con l'ordine di mobilitazione generale dell'Impero tedesco, il 2 agosto 1914, a Coblenza, nacque la "Quinta armata" di stanza a Saarbrücken vicino al Lussemburgo, che comprendeva le seguenti unità:
| - V. Armee-Korps - VI. Armee-Korps - XIII. Armee-Korps | - XVI. Armee-Korps - V. Reserve-Korps - VI. Reserve-Korps |

La 5.Armee insieme alla 4.Armee, rappresentarono il gruppo d'armate centrali con cui l'esercito tedesco attaccò la Francia, nell'ambito del Piano Schlieffen. Le due armate combatterono alla fine dell'agosto 1914 contro l'esercito francese sulla Mosa e nella Battaglia delle Ardenne spingendo le truppe nemiche fino al fiume Aisne.

In seguito alla sconfitta patita dai tedeschi durante la battaglia della Marna nei primi di settembre del 1914, i comandi dell'esercito, non attenendosi al piano di Schlieffen, ordinarono alle due armate sulla destra del fronte di la 1.Armee e la 2. Armee di convergere al centro in aiuto della 4. e 5. armata. Il fronte francese al contrario resse, e la posizione della 5. Armata si consolidò appena prima dell'abitato di Verdun, iniziando quella che caratterizzò tutta la Grande Guerra, ossia una guerra di trincea. La 5. Armee tedesca stazionò per quasi due anni nei dintorni di Verdun prima di essere impiegato in una delle battaglie più cruente della storia, la battaglia di Verdun appunto, dove per quasi un anno, la 5. Armee del Kronprinz Guglielmo cercò disperatamente di conquistare la cittadina.  Nel 1918 le truppe della 5. Armee vennero poi impiegate nelle ultime fasi della guerra, difendendo il settore nelle offensive alleate di Saint Mihiel e della Mosa-Argonne.

## Quartier generale
Il 13 settembre 1914 il quartier generale della 5. Armee fu di stanza a Stenay fino al 4 dicembre 1916 dove cambiò luogo, e fu di stanza a Montmédy

Durante gli ultimi giorni di guerra, dal 2 novembre 1918 al 30 si ritirò nella città tedesca di Bad Nauheim.

## Comandanti
Comando supremo
- Generalmajor Wilhelm von Preußen (dal 2 agosto 1914)
- General der Infanterie Ewald von Lochow (dal 30 novembre 1916)
- General der Artillerie Max von Gallwitz (dal 17 dicembre 1916)
- General der Kavallerie Georg von der Marwitz (dal 27 settembre 1918)

Capo di Stato Maggiore.
- Generalleutnant Konstantin Schmidt von Knobelsdorf (dal 2 agosto 1914)
- Generalleutnant Walther von Lüttwitz (dal 21 agosto 1916)
- Oberstleutnant Otto von Ledebur (dal 30 novembre 1916)
- Oberst Bernhard Bronsart von Schellendorff (dal 20 dicembre 1916)
- Oberstleutnant Richard von Pawelsz (dal 27 agosto 1917)
- Oberstleutnant Keller (18 aprile 1918)
- Oberstleutnant Georg Wetzell

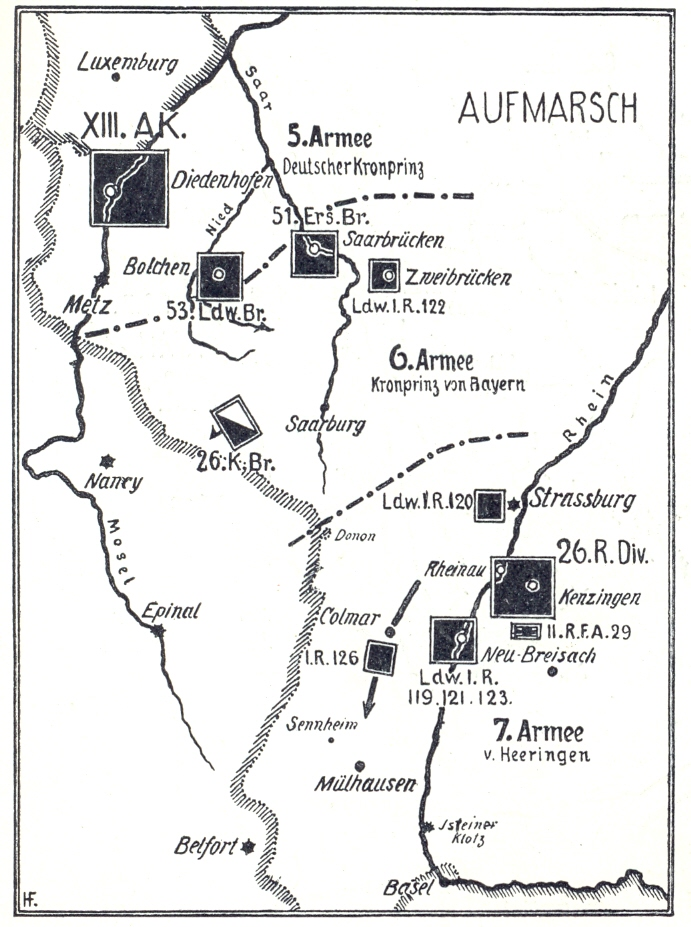
distribuzione delle armate centrali nel 1914
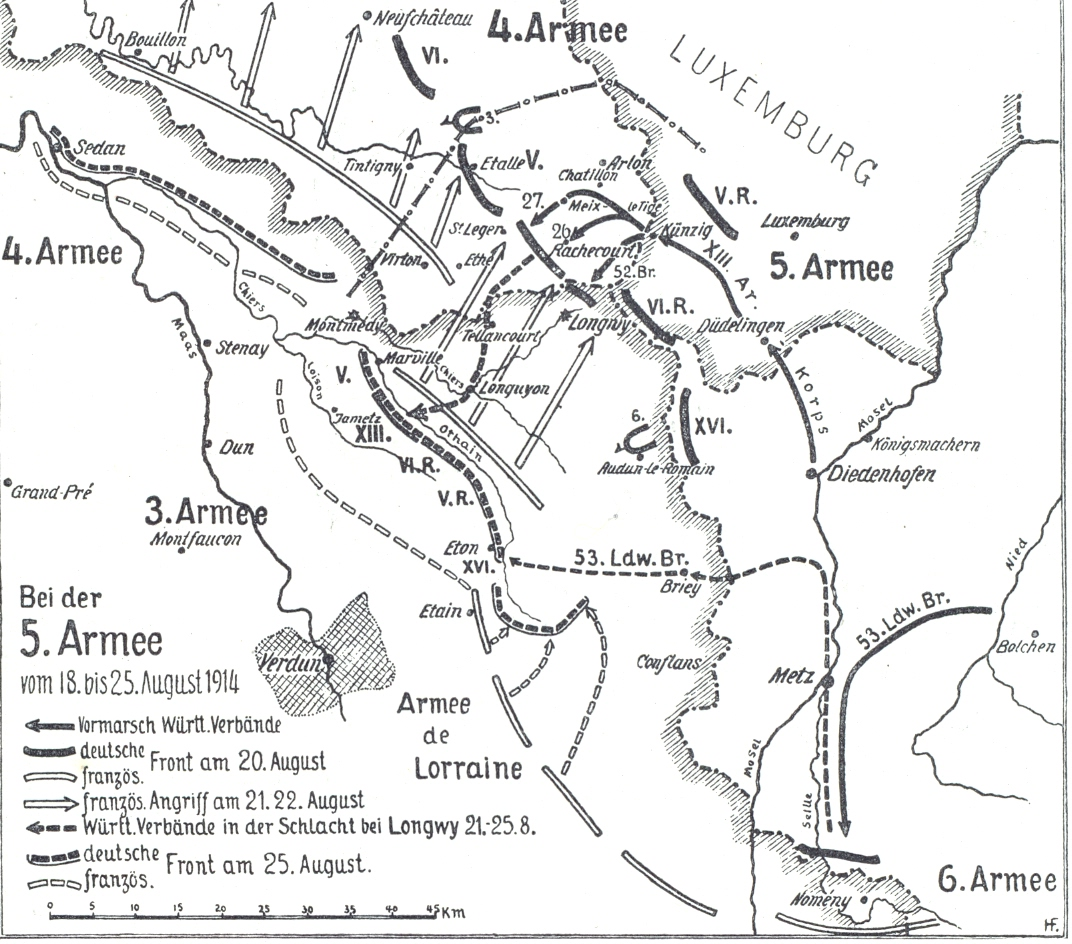
5. Armee agosto 1914
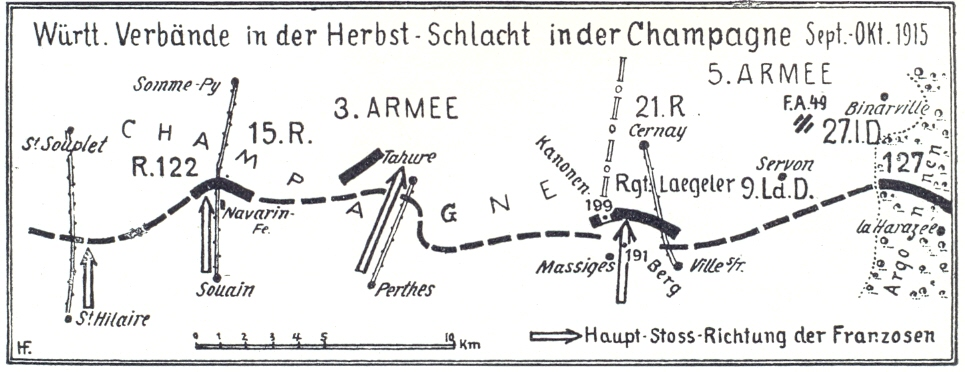
Offensiva nello Champagne 1915
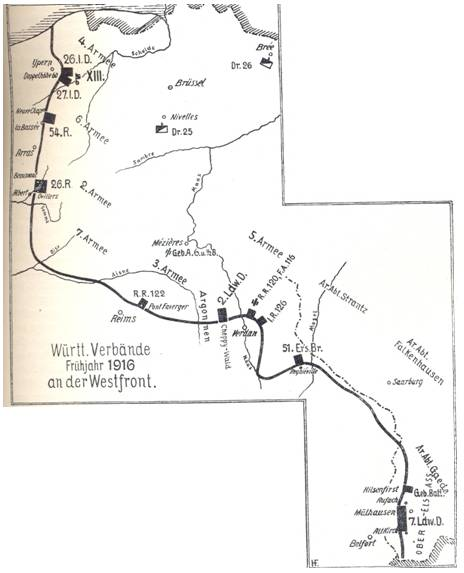
5. Armee a Verdun 1916